# Due come noi (serie televisiva)
Due come noi (Jake and the Fatman) è una serie televisiva poliziesca andata in onda negli Stati Uniti sulla CBS, dal 1987 al 1992: è conosciuta in Italia anche come Jake & Jason Detectives.

## Trama
La serie è incentrata sulle indagini del procuratore Jason Lochinvar McCabe, condotte in coppia con l'investigatore Jake Styles.

## Episodi
| Stagione         | Episodi | Prima TV originale | Prima TV Italia |
| ---------------- | ------- | ------------------ | --------------- |
| Prima stagione   | 23      | 1987-1988          | 1988            |
| Seconda stagione | 11      | 1989               | 1989            |
| Terza stagione   | 26      | 1989-1990          | 2000            |
| Quarta stagione  | 24      | 1990-1991          | 2001            |
| Quinta stagione  | 22      | 1991-1992          | 2002            |

## Guest star
Tra le guest star che hanno partecipato al telefilm vi sono Robert Culp, Scott Marlowe, Leigh McCloskey, Ed Nelson, Leo Penn, Steven Perry, Stephen Quadros, Robert Reed, Mitchell Ryan e David Soul ma anche Dick Van Dyke interpretando il ruolo del dottor Sloane, di Un detective in corsia che poi diventerà lo spin-off di Jake & Jason Detectives che inizierà le riprese l'anno dopo.
La serie era essa stessa uno spin-off di Matlock; i personaggi del procuratore Jason McCabe e dell'investigatore Jake Styles appaiono in uno degli episodi, e in seguito i produttori di Matlock decisero di mettere in cantiere Due come noi.